# Frampton Comes Alive!
| Оценки критиков  | Оценки критиков |
| Источник         | Оценка          |
| ---------------- | --------------- |
| Allmusic         | [ 1 ]           |
| Robert Christgau | B− link         |

Frampton Comes Alive! — концертный альбом британского рок-музыканта Питера Фрэмптона, вышедший 6 января 1976 года на лейбле A&M. Продюсером выступил сам Питер Фрэмптон. Диск 10 недель возглавлял американский хит-парад Billboard Top LPs & Tape. В мире было продано 11 млн копий, в США — 6 млн. Журналы Rolling Stone и Billboard назвали его лучшим диском 1976 года, он включён в список «Тысяча и один музыкальный альбом, который стоит прослушать, прежде чем вы умрёте».

## Об альбоме
Альбом был записан летом и осенью 1975 года главным образом во время концертов на аренах Winterland Arena в Сан-Франциско и англ. Long Island Arena в Commack (Нью-Йорк), а также во время концерта в кампусе колледжа SUNY Plattsburgh (Платтсберг, США).
Frampton Comes Alive вышел в январе 1976 года и дебютировал в американском чарте 14 февраля на позиции № 191. Диск пробыл в американском хит-параде Billboard 200 в течение 97 недель, из которых 55 находился в top-40 и 10 недель — на первой позиции. Он стал одним из главных бестселлеров 1976 года вместе с альбомом Fleetwood Mac группы Fleetwood Mac, а также № 14 в следующем 1977 году. Продажи альбома составили 6 млн копий, что на тот момент сделало его самым успешным в коммерческом плане концертным живым альбомом. Сертифицирован в 6-кр платиновом статусе.

## Награды и номинации

### Победа
- Премия «Джуно» за лучший международный альбом (1977)

### Номинации
- Премия «Грэмми» за лучший альбом года (1977, номинация)

## Список композиций
Первая сторона
1. «Introduction / Something’s Happening» — 5:54
2. «Doobie Wah» (Frampton, John Headley-Down, Rick Wills) — 5:28
3. «Show Me the Way[англ.]» (Живое исполнение, 1975) — 4:42
4. «It’s a Plain Shame» — 4:21

Вторая сторона
1. «All I Want to Be (Is by Your Side)» — 3:27
2. «Wind of Change» — 2:47
3. «Baby, I Love Your Way» (Живое исполнение, 1976) — 4:43
4. «I Wanna Go to the Sun» — 7:02

Третья сторона
1. «Penny for Your Thoughts» — 1:23
2. «(I’ll Give You) Money» — 5:39
3. «Shine On» — 3:35
4. «Jumpin' Jack Flash» (Мик Джаггер и Кит Ричардс) — 7:45

Четвёртая сторона
1. «Lines on My Face» — 7:06
2. «Do You Feel Like We Do» (Живое исполнение, 1975) (Фрэмптон, Mick Gallagher, John Siomos, Rick Wills) — 14:15

### Делюксовое издание к 25-летнему юбилею (2001)
Первый диск
1. «Introduction/Something’s Happening» — 5:56
  - Оригинально названная «Baby (Somethin’s Happening)» в альбоме 1974 года Somethin's Happening
2. «Doobie Wah» (Фрэмптон, Rick Wills, John Headley-Down) — 5:43
3. «Lines on My Face» — 6:59
4. «Show Me the Way» — 4:32
5. «It’s a Plain Shame» — 4:03
6. «Wind of Change» — 2:57
7. «Just the Time of Year» — 4:21
  - Доступно только на этом делюксовом издании
8. «Penny for Your Thoughts» — 1:34
9. «All I Want to Be (Is By Your Side)» — 3:08
10. «Baby, I Love Your Way» — 4:41
11. «I Want to Go to the Sun» — 7:15

Второй диск
1. «Nowhere’s Too Far (For My Baby)» — 4:49
  - Доступно только на этом делюксовом издании
2. «(I’ll Give You) Money» — 5:46
3. «Do You Feel Like We Do» (Фрэмптон, Mick Gallagher, John Siomos, Wills) — 13:46
  - SUNY-Plattsburgh, Plattsburgh, NY, 22 ноября 1975
4. «Shine On» — 3:29
5. «White Sugar» — 4:43
  - Доступно только на этом делюксовом издании
6. «Jumpin' Jack Flash» (Мик Джаггер, Кит Ричардс) — 7:40
7. «Day’s Dawning/Closing» — 3:34
  - Доступно только на этом делюксовом издании

## Позиции в хит-парадах
| Год  | Хит-парад                     | Позиция |
| ---- | ----------------------------- | ------- |
| 1976 | США US Billboard 200          | 1       |
| 1976 | Канада Canadian RPM 100       | 1       |
| 1976 | Великобритания UK Album chart | 6       |

| Хит-парад (1976)                   | Позиция |
| ---------------------------------- | ------- |
| Великобритания (Gallup Poll)       | 16      |
| Канада (RPM Year-End)              | 1       |
| США (Billboard Top Popular Albums) | 1       |

## Сертификации
| Регион                                                      | Сертификация  | Продажи    |
| ----------------------------------------------------------- | ------------- | ---------- |
| Канада (Music Canada)                                       | Золотой       | 50 000^    |
| Великобритания (BPI)                                        | Золотой       | 100 000^   |
| США (RIAA)                                                  | 8× Платиновый | 8 000 000^ |
| ^ Данные о тиражах приведены только на основе сертификации. |               |            |